# Ruptawiec
Ruptawiec – przysiółek Ruptawy, położony w jej wschodniej części (od 1975 w granicach Jastrzębia-Zdroju). Graniczy z Bziem Zameckim, częściowo z Pielgrzymowicami oraz Cisówką. 
Dawniej gmina jednostkowa w powiecie rybnickim. 1 kwietnia 1931 zniesiono i włączona do gminy jednostkowej Ruptawa.
Zabudowa Ruptawca wyznaczona jest m.in. ulicami Libowiec, Matejki i częściowo Długosza. Na terenie Ruptawca istniała założona na początku XIX w. szkoła ewangelicka (druga znajdowała się w samej Ruptawie przy obecnej ulicy Cieszyńskiej, naprzeciw pierwszego kościoła ewangelickiego), która została zlikwidowana w okresie powojennym.